# Harro Ran
Harro Ran (Den Haag, 18 april 1937 - aldaar, 10 maart 1990) was een Nederlands waterpolospeler.
Harro Ran nam als waterpoloër eenmaal deel aan de Olympische Spelen van 1960. Hij eindigde met het Nederlands team op de achtste plaats. In de competitie speelde Ran voor Zian Den Haag
Fred van Dorp · 
Henk Hermsen · 
Ben Kniest · 
Harry Lamme · 
Bram Leenards · 
Hans Muller · 
Harro Ran · 
Harry Vriend · 
Fred van der Zwan